# 阿巴迪亚切雷托
阿巴迪亚切雷托（義大利語：Abbadia Cerreto），是意大利洛迪省的一个市镇。总面积6.11平方公里，人口283人，人口密度46.3人/平方公里（2009年）。ISTAT代码为098001。